# Bukovac Svetojanski
Bukovac Svetojanski je naseljeno mjesto u Republici Hrvatskoj u Zagrebačkoj županiji. Administrativno je u sastavu Jastrebarskog. Naselje se proteže na površini od 1,62 km². 

## Stanovništvo
Prema popisu stanovništva iz 2001. godine Bukovac Svetojanski ima 92 stanovnika koji žive u 26 kućanstava. Gustoća naseljenosti iznosi 56,79 st./km².
| broj stanovnika | 155   | 156   | 177   | 183   | 206   | 168   | 159   | 176   | 162   | 158   | 161   | 134   | 111   | 113   | 92    | 85    | 74    |
|                 | 1857. | 1869. | 1880. | 1890. | 1900. | 1910. | 1921. | 1931. | 1948. | 1953. | 1961. | 1971. | 1981. | 1991. | 2001. | 2011. | 2021. |